# 永川成基
永川 成基（ながかわ なるき、男性、1974年4月18日 - ）は、日本の脚本家、ゲームシナリオライター、漫画原作者。

## 経歴
愛知県名古屋市出身。名古屋大学大学院卒。学生時代は、小演劇の役者・劇作家として活動する。株式会社タイトーに、ゲームプランナーとして就職。電車でGO!シリーズの制作に携わる。その後、フリーランスの脚本家として独立。
現在は佐藤大が代表を務める脚本制作会社ストーリーライダーズに所属している。

## 主な作品

### アニメーション
- Ergo Proxy（2006年）脚本
- レオナルド博士とキリン村のなかまでしょ（2008年）脚本
- バトルスピリッツ 少年突破バシン（2008年）脚本
- 熱走! 亀1グランプリ（2008年）脚本
- Halo Legends（2010年） 脚本
- 超速変形ジャイロゼッター（2012年）脚本
- 彼女と彼女の猫 -Everything Flows-（2016年）脚本
- パズドラクロス（2016年）脚本
- スカーレッドライダーゼクス（2016年）シリーズ構成・脚本
- シキザクラ（2021年）シリーズ構成・脚本
- ポケットモンスター（2023年）脚本

### ゲーム
- エウレカセブン TR1:NEW WAVE (2005年）脚本
- エウレカセブン NEW VISION（2006年）脚本
- スカーレッドライダーゼクス （2010年）ストーリー原案
- Galaxy Frontier（2010年）シナリオ
- 戦場のヴァルキュリア3（2011年）シナリオ
- バイオハザード リベレーションズ（2012年）脚本
- エルクローネのアトリエ 〜Dear for Otomate〜（2012年）サブクエストシナリオ
- エクストルーパーズ（2012年） 脚本
- 超速変形ジャイロゼッターアルバロスの翼（2013年）シナリオ
- 結合男子（2023年）シナリオ

### 漫画
- エウレカセブン グラヴィティボーイズ&リフティングガール（2005年）シナリオ
- ライオン丸G（2006年）シナリオ
- 白い魔女（2013年）シナリオ
- マンガでわかる虚数・複素数（2010年、オーム社、ISBN 978-4-274-06823-2）シナリオ
- 蒼空の魔王ルーデル（2016年-2019年）シナリオ

### 小説
- 脳Rギュル ふかふかヘッドと少女ギゴク（2007年）執筆
- 脳Rギュル ショートツ心臓とヤネ裏のタマゴ（2008年）執筆
- 脳Rギュル ソラと耳にルルとパラソルに囁くカゲ（2008年）執筆
- 装甲悪鬼村正 -琴乃の劔冑-（2010年）
- 旋光の輪舞 DESIRES ROULETTE（2012年）
- 彼女と彼女の猫（2013年）
- 機動戦士ガンダム サンダーボルト外伝 MS STORIES（2017年 Web小説）